# Ośrodek Dokumentacji Dziejów Ziemi Goleniowskiej w Goleniowie
Ośrodek Dokumentacji Dziejów Ziemi Goleniowskiej w Goleniowie – muzeum z siedzibą w Goleniowie. Placówka jest miejską jednostką organizacyjną, a jej siedzibą jest pochodząca z drugiej połowy XIX wieku kamieniczka mieszczańska, zwana „Żółtym Domkiem”.
Muzeum powstało w 2008 roku. Aktualnie prezentowana jest w nim ekspozycja historyczna, związana z historią miasta i regionu, począwszy od okresu sprzed lokacji miasta w 1268 roku po akcję osiedleńczą po II wojnie światowej. Prezentowane są m.in. zrekonstruowany salonik mieszczański z przełomu XIX i XX wieku oraz wystawa dawnych przedmiotów codziennego użytku i narzędzi rolniczych.
Muzeum jest obiektem całorocznym, czynnym w dni robocze (grupy zorganizowane wymagają uprzedniego uzgodnienia).